# Matija Čop
Matija Čop   (Žirovnica, 26 de gener de 1797 - Tomačevo, 6 de juliol de 1835), també conegut en alemany com Matthias Tschop, va ser un lingüista, crític i historiador literari del Ducat de Carniola. Va influir significativament en la cultura eslovena i, per tant, es considera un dels precursors del desenvolupament de la identitat nacional eslovena.

## Biografia
Matija Čop va néixer a la ciutat de Žirovnica, a la regió de l'Alta Carniola. Actualment pertanyent a Eslovènia, la regió pertanyia llavors a l'Imperi Austrohongarès de la família dels Habsburg. Va ser enviat a Ljubljana per a la seva educació primària i secundària. Va estudiar filosofia a un institut de la ciutat abans de continuar els seus estudis a Viena durant tres anys. El 1817 va estudiar en un seminari fins al 1820 abans de ser professor en una escola secundària de Rijeka. El 1822 va deixar d'ensenyar a un institut de la ciutat de Lviv abans de ser ajudant d'un professor a la universitat de la ciutat.
El 1827 va tornar a Ljubljana, on va tornar a treballar com a professor d'ensenyament secundari. El 1828, va acceptar treballar a la biblioteca de l’institut de la ciutat i a temps complet a partir del 1831. Es va fer íntim amic del poeta eslovè France Prešeren. El 1835, als 38 anys, Čop es va ofegar mentre es banyava al riu Sava. Prešeren li va dedicar un dels seus poemes més importants Krst pri Savici ("Baptisme a la Savica").

## Influència
Tot i no haver publicat moltes obres, Čop va tenir una influència molt gran en el desenvolupament de la cultura eslovena. Va influir, per exemple, en el lingüista Jernej Kopitar i el poeta Stanko Vraz. Čop creia en la possibilitat del desenvolupament d'una cultura nacional eslovena quan en aquell moment la regió era només una part de l'Imperi austríac amb una tendència cultural germànica. Per tant, està vinculat a un precursor del moviment identitari nacional eslovè. Els seus coneixements li van permetre ajudar el seu amic i poeta France Prešeren, que serà l’origen de les lletres incloses més tard a l’himne eslovè.
Čop és àmpliament considerat com un dels intel·lectuals eslovens més importants del segle xix. Diversos carrers, escoles i institucions porten el seu nom a Eslovènia. A Ljubljana, Čopova ulica, una important via de vianants del centre de la ciutat, acull moltes botigues.